# GSVV Donitas

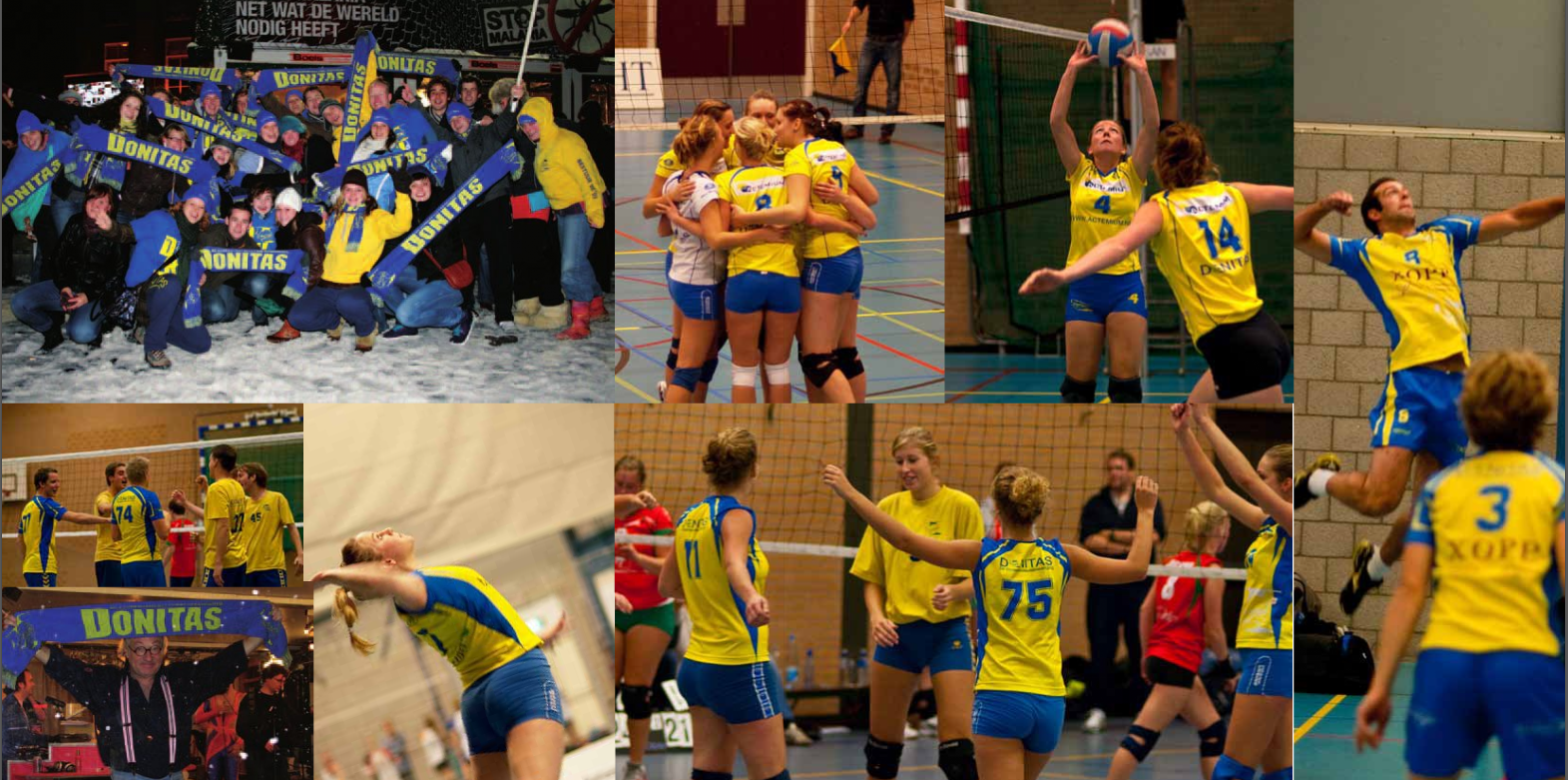
Beelden van Donitas

De Groninger Studenten Volleybal Vereniging Donitas (G.S.V.V. Donitas) is een Nederlandse volleybalclub. De vereniging heeft meer dan 340 leden en is op G.S.V.V. Veracles na de hoogstspelende student volleybalvereniging van Nederland. De thuiswedstrijden worden gespeeld op het universitair sportcomplex ACLO te Groningen.

## Geschiedenis
Donitas werd in 1971 opgericht door een fusie van de volleybalverenigingen van Unitas en Donar (volleybalvereniging van GSC Vindicat atque Polit). De nieuwe vereniging groeide in 1977 uit tot 23 teams (13 herenteams en 10 damesteams). De vereniging bestaat tegenwoordig uit 31 teams met 11 herenteams en 20 damesteams. Van de 20 damesteams zijn er 4 weekdamesteams die hun wedstrijden op woensdagavond spelen.
Hoogtepunten zijn bij de heren het seizoen 1990-1991 en bij de dames seizoen 2002-2003 en 2015-2016. De teams kwamen toen in de eredivisie uit. In het seizoen 2007-2008 kwam Donitas met zowel het eerste dames- als herenteam uit in de toenmalige B-League (nu topdivisie). Dit gebeurde wederom in de seizoenen 2016-2017, 2018-2019 en 2019-2020.

## Toernooien

### Donitas Beach
Donitas organiseert ieder jaar in mei tevens het beachvolleybaltoernooi Donitas Beach. Dit wordt gehouden aan de Hoornseplas te Groningen. Het speelniveau varieert van 4e klasse tot en met A/B-League. Per niveau zijn er prijzen te winnen.

### DKV-toernooi
Gezamenlijk met Kroton en Veracles organiseert Donitas ieder jaar bovendien het zogenaamde DKV-toernooi. Dit is een internationaal volleybaltoernooi met ruim duizend deelnemers. Het vindt plaats in sportcomplex ACLO in Groningen. Het niveau van dit toernooi varieert van recreatief volleybal (buiten) tot het hoogste nationale niveau (binnen). Mannen-, vrouwen-, en mixteams spelen in verschillende poules variërend van recreatief volleybal tot de promotieklasse.

### Donitas Open
Ook organiseert Donitas in september het voorbereidingstoernooi Donitas Open, waar wedstrijden op verschillende niveaus worden gespeeld.

## Bekende (oud-)leden
- Joop Alberda (erelid sinds 1991)
- Klaas Knot (erelid sinds 1995)[4]